# Europees kampioenschap duatlon
Het Europees kampioenschap duatlon zijn door World Triathlon georganiseerde kampioenschappen in het duatlon. 

## Geschiedenis
De eerste editie vond plaats in 1990 in het Zwitserse Zofingen. Aanvankelijk werd het soms over de klassieke afstand (10 km lopen, 40 km fietsen, 5 km lopen) en soms over de lange afstand (10 km lopen, 60 km fietsen, 10 km lopen) gehouden. Sinds 2012 worden er afzonderlijke kampioenschappen georganiseerd voor de lange en sprintafstand. 

## Resultaten

### Heren
| Editie | jaar | Locatie                          | Goud                        | Zilver                                     | Brons                            |
| ------ | ---- | -------------------------------- | --------------------------- | ------------------------------------------ | -------------------------------- |
| 1      | 1990 | Zofingen (Zwitserland)           | Mark Koks (1:20.18)         | Michael Holm (1:20.25)                     | Olivier Bernhard (1:20.38)       |
| 2      | 1991 | Birmingham (Verenigd Koninkrijk) | Mark Koks (1:19.36)         | Urs Dellsperger (1:19.41)                  | Glenn Cook (1:20.14)             |
| 3      | 1992 | Madrid (Spanje)                  | Spencer Smith (1:20.19)     | Steve Burton (1:20.31)                     | Urs Dellsperger (1:21.09)        |
| 4      | 1993 | Königslutter am Elm (Duitsland)  | Urs Dellsperger (2:44.26)   | Ralf Eggert (2:45.24)                      | Milos Fox (2:47.41)              |
| 5      | 1994 | Vukoatti (Finland)               | Urs Dellsperger (2:37.14)   | Normann Stadler (2:38.44)                  | Tibor Lehmann (2:40.07)          |
| 6      | 1995 | Veszprém (Hongarije)             | Urs Dellsperger (1:53.33)   | Péter Kropkó (2:41.15)                     | Jürg Denzler (2:42.39)           |
| 7      | 1996 | Mafra (Portugal)                 | Urs Dellsperger (1:51.41)   | Peter-Alain Frossard (1:53.09)             | Rob Barel (1:53.33)              |
| 8      | 1997 | Głogów (Polen)                   | Sylvain Golay (1:48.49)     | Armand van der Smissen (1:49.15)           | Pierre-Alain Frossard (1:49.50)  |
| 9      | 1998 | Pülawy (Polen)                   | Jurgen Dereere (1:54.51)    | Nicolas Lebrun (1:55.06)                   | Alessandro Alessandri (1:55.12)  |
| 10     | 1999 | Blumau (Oostenrijk)              | Benny Vansteelant (1:49.01) | Fernando Gomez (1:50.47)                   | Yann Millon (1:51.42)            |
| 11     | 2000 | Bath (Verenigd Koninkrijk)       | Afgelast                    | Afgelast                                   | Afgelast                         |
| 12     | 2001 | Mafra (Portugal)                 | Benny Vansteelant (1:55.50) | Jurgen Dereere (1:57.12)                   | Corrado Armuzzi (1:57.32)        |
| 13     | 2002 | Zeitz (Duitsland)                | Benny Vansteelant (1:50.39) | Markus Forster (1:52.38)                   | Lino Barruncho (1:52.47)         |
| 14     | 2003 | Varallo Sesia (Italië)           | Benny Vansteelant (1:50.07) | Anthony Le Duey (1:50.27)                  | Javier Garcia (1:50.31)          |
| 15     | 2004 | Swansea (Verenigd Koninkrijk)    | Jurgen Dereere (1:50.47)    | Armand van der Smissen (1:50.59)           | Tim Don (1:51.06)                |
| 16     | 2005 | Debrecen (Hongarije)             | Jurgen Dereere (1:50.42)    | Filip Ospalý (1:50.52)                     | Armand van der Smissen (1:50.54) |
| 17     | 2006 | Rimini (Italië)                  | Filip Ospalý (1:50.56)      | Lino Barruncho (1:51.03)                   | Benjamin Grenetier (1:51.05)     |
| 18     | 2007 | Edinburgh (Verenigd Koninkrijk)  | Benny Vansteelant (1:56.26) | Rob Woestenborghs (1:56.54)                | Tom Lowe (1:56.58)               |
| 19     | 2008 | Serres (Griekenland)             | Jurgen Dereere (1:45.08)    | Sergio Silva (1:45.18)                     | Yohann Vincent (1:45.23)         |
| 20     | 2009 | Boedapest (Hongarije)            | Andy Sutz (1:50.47)         | Laurent Galinier (1:50.55)                 | Sergei Yakovlev (1:52.03)        |
| 21     | 2010 | Nancy (Frankrijk)                | Sergei Yakovlev (1:37.43)   | Victor Manuel Del Corral Morales (1:37.55) | Ronnie Schildknecht (1:38.10)    |

## Vrouwen
| Editie | jaar | Locatie                          | Goud                        | Zilver                      | Brons                         |
| ------ | ---- | -------------------------------- | --------------------------- | --------------------------- | ----------------------------- |
| 1      | 1990 | Zofingen (Zwitserland)           | Thea Sybesma (1:32.28)      | Dolorita Gerber (1:32.34)   | Simone Mortier (1:33.42)      |
| 2      | 1991 | Birmingham (Verenigd Koninkrijk) | Thea Sybesma (1:29.59)      | Sarah Coope (1:31.02)       | Melissa Watson (1:31.49)      |
| 3      | 1992 | Madrid (Spanje)                  | Thea Sybesma (1:32.34)      | Simone Mortier (1:32.35)    | Katinka Wiltenburg (1:32.41)  |
| 4      | 1993 | Königslutter am Elm (Duitsland)  | Irma Heeren (3:03.41)       | Natascha Badmann (3:08.06)  | Melissa Watson (3:10.33)      |
| 5      | 1994 | Vukoatti (Finland)               | Dolorita Gerber (2:57.44)   | Irma Heeren (2:58.03)       | Melissa Watson (3:00.12)      |
| 6      | 1995 | Veszprém (Hongarije)             | Dolorita Gerber (2:58.56)   | Natascha Badmann (3:01.20)  | Susanne Niedergaard (3:02.10) |
| 7      | 1996 | Mafra (Portugal)                 | Irma Heeren (2:02.32)       | Natascha Badmann (2:06.07)  | Kerstin Rudolph (2:08.22)     |
| 8      | 1997 | Głogów (Polen)                   | Dolorita Gerber (1:58.39)   | Kerstin Rudolph (1:59.26)   | Maribel Blanco (1:59.49)      |
| 9      | 1998 | Pülawy (Polen)                   | Alena Peterkova (2:09.06)   | Fiona Lothian (2:09.40)     | Dolorita Gerber (2:10.35)     |
| 10     | 1999 | Blumau (Oostenrijk)              | Irma Heeren (2:03.25)       | Alena Peterkova (2:04.26)   | Dolorita Gerber (2:04.48)     |
| 11     | 2000 | Bath (Verenigd Koninkrijk)       | Afgelast                    | Afgelast                    | Afgelast                      |
| 12     | 2001 | Mafra (Portugal)                 | Irma Heeren (2:07.52)       | Christiane Söder (2:09.08)  | Erika Csomor (2:10.24)        |
| 13     | 2002 | Zeitz (Duitsland)                | Erika Csomor (2:02.07)      | Vicky Pincombe (2:02.45)    | Edwige Pitel (2:03.02)        |
| 14     | 2003 | Varallo Sesia (Italië)           | Edwige Pitel (2:06.42)      | Arianna Morosin (2:08.10)   | Laura Giordano (2:08.24)      |
| 15     | 2004 | Swansea (Verenigd Koninkrijk)    | Ana Burgos (2:02.56)        | Vendula Frintová (2:03.08)  | Helen Lawrence (2:03.29)      |
| 16     | 2005 | Debrecen (Hongarije)             | Vendula Frintová (2:06.01)  | Ana Burgos (2:06.19)        | Erika Csomor (2:06.38)        |
| 17     | 2006 | Rimini (Italië)                  | Vanessa Fernandes (2:03.27) | Ana Burgos (2:05.20)        | Vendula Frintová (2:05.56)    |
| 18     | 2007 | Edinburgh (Verenigd Koninkrijk)  | Catriona Morrison (2:11.31) | Radka Vodickova (2:15.19)   | Alexandra Louison (2:16.02)   |
| 19     | 2008 | Serres (Griekenland)             | Radka Vodickova (1:59.54)   | Alexandra Louison (2:00.16) | Deniz Dimaki (2:00.22)        |
| 20     | 2009 | Boedapest (Hongarije)            | Catriona Morrison (2:04.43) | Agnieszka Jerzyk (2:05.02)  | Kaisa Lehtonen (2:05.15)      |